# Pont-l'Évêque (Calvados)
Pont-l'Évêque és un municipi francès, situat al departament de Calvados i a la regió de Normandia. El poble és conegut per la producció formatgera i sobretot pel formatge del mateix nom, el Pont-l'évêque.

## Galeria

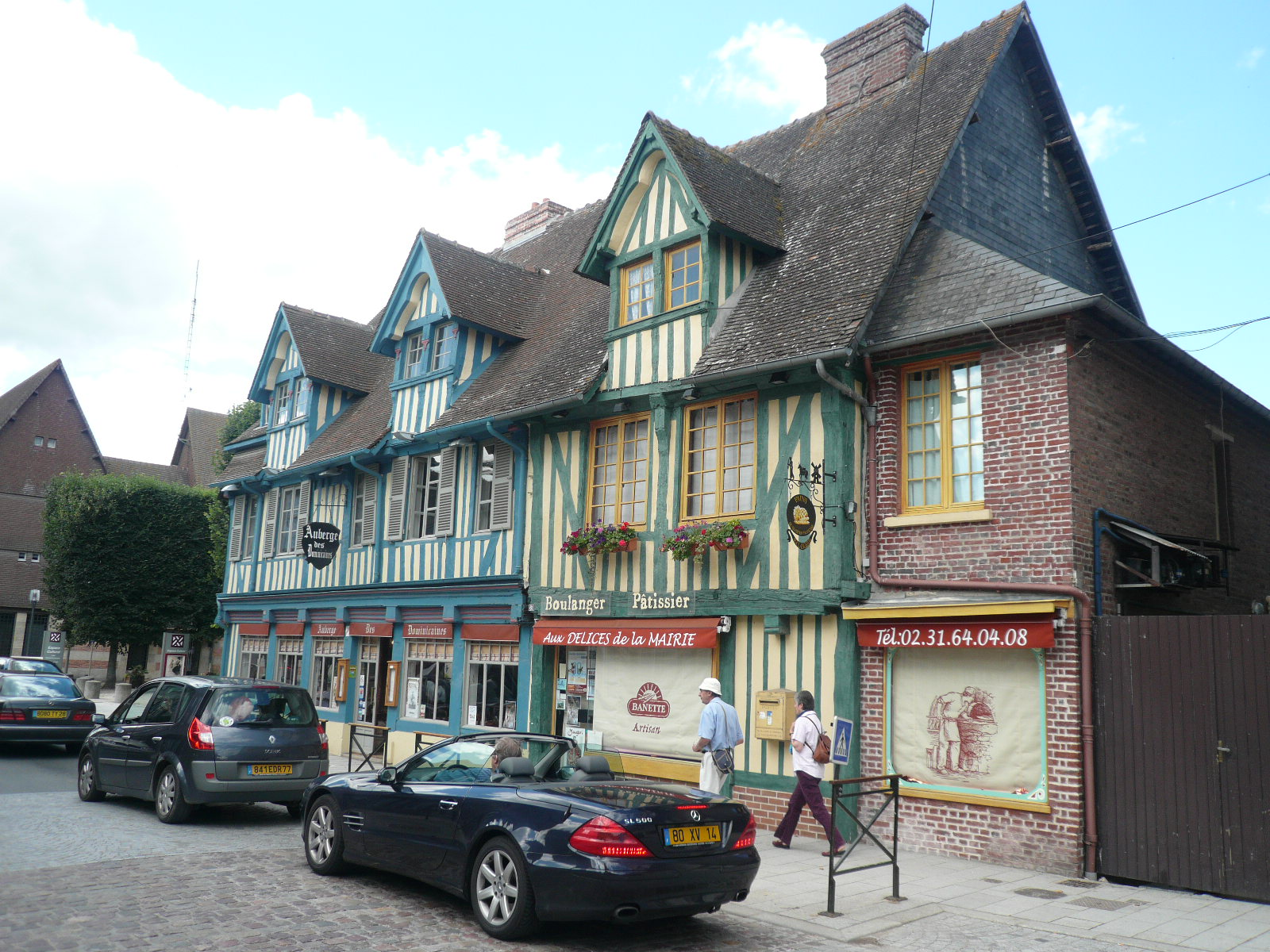
Casest típiques de Pont l'Evêque
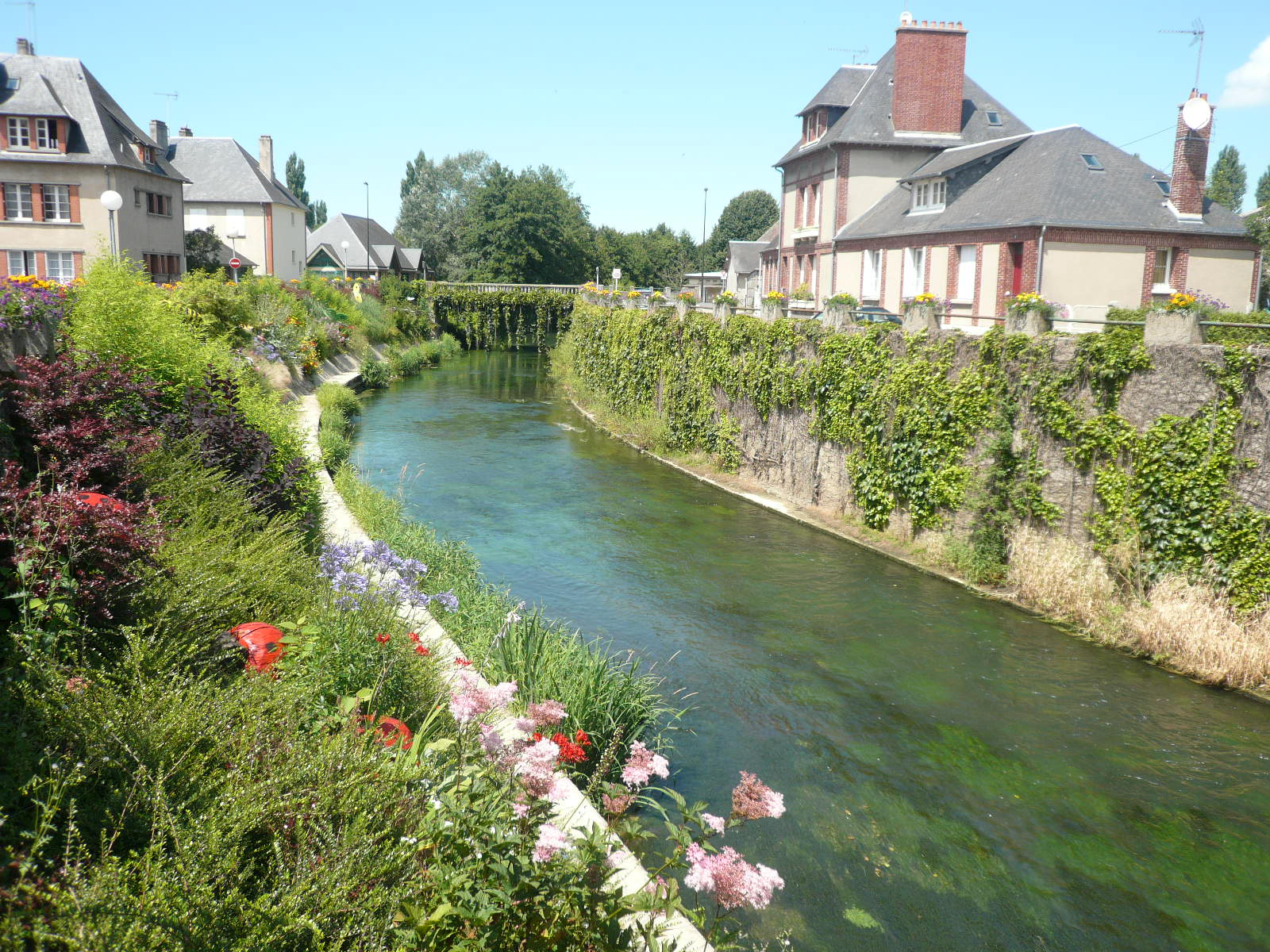
La Touques a Pont l'Evêque
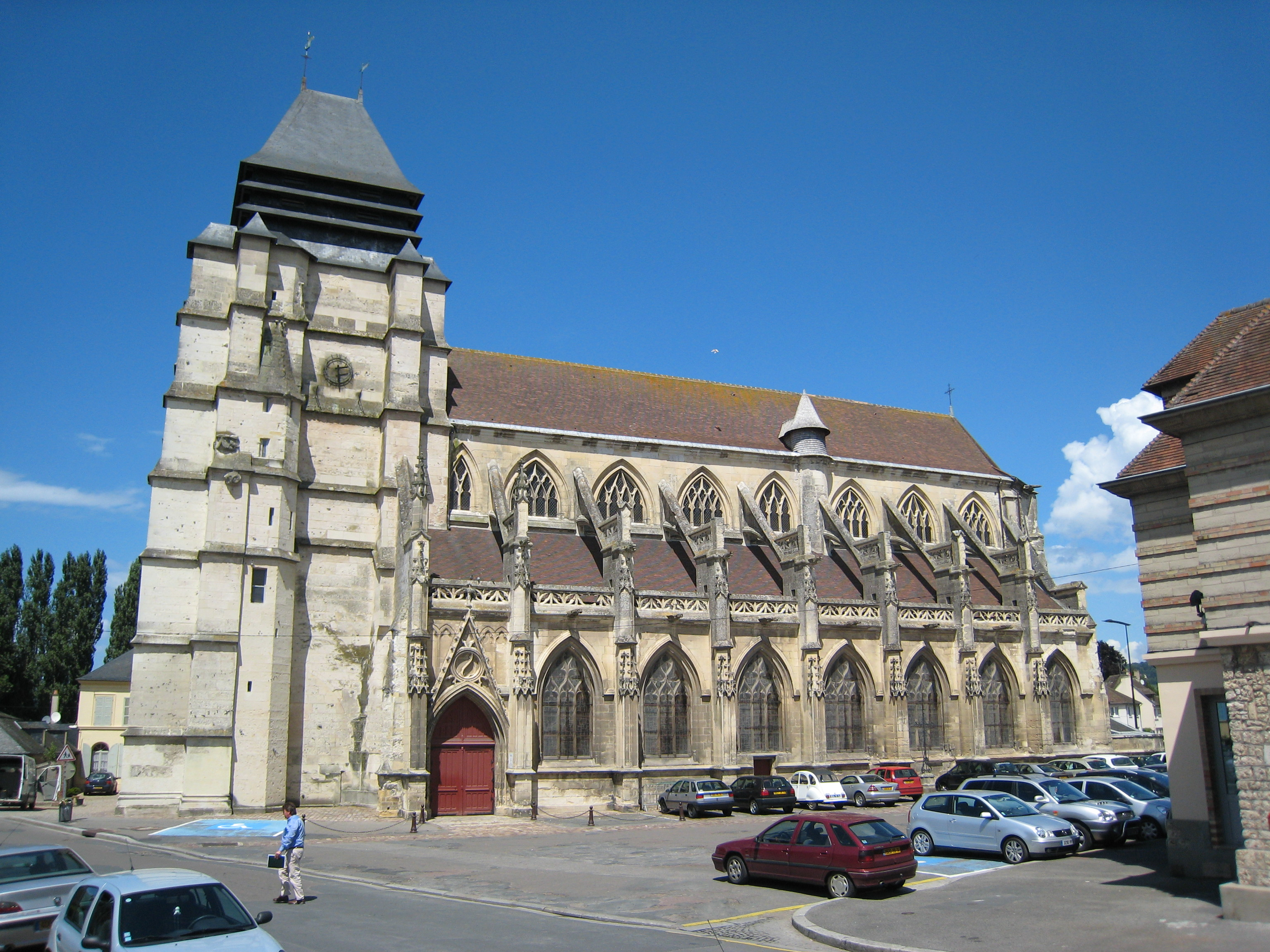
Església Saint Michel
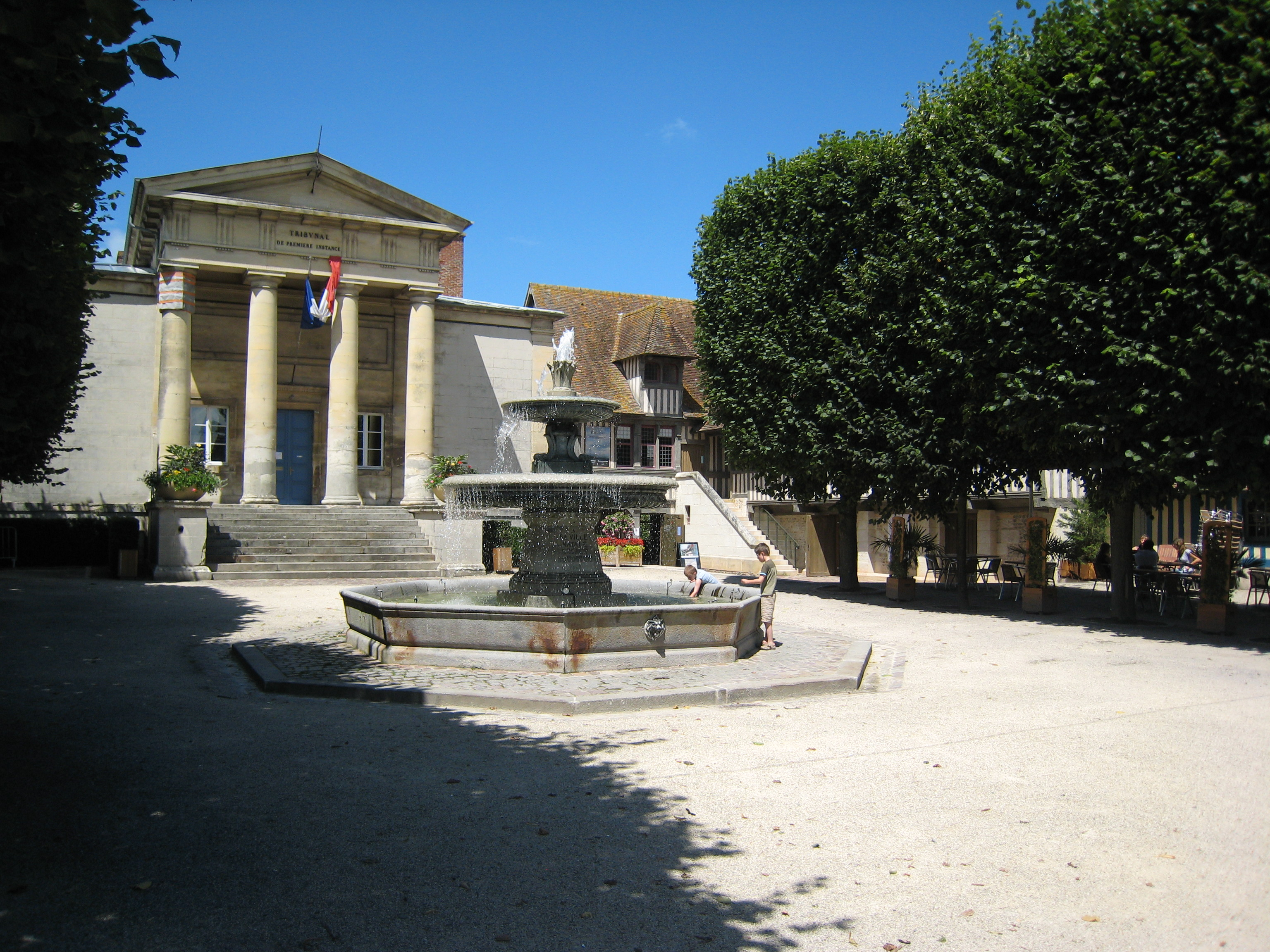
Plaça de less Dominicaines
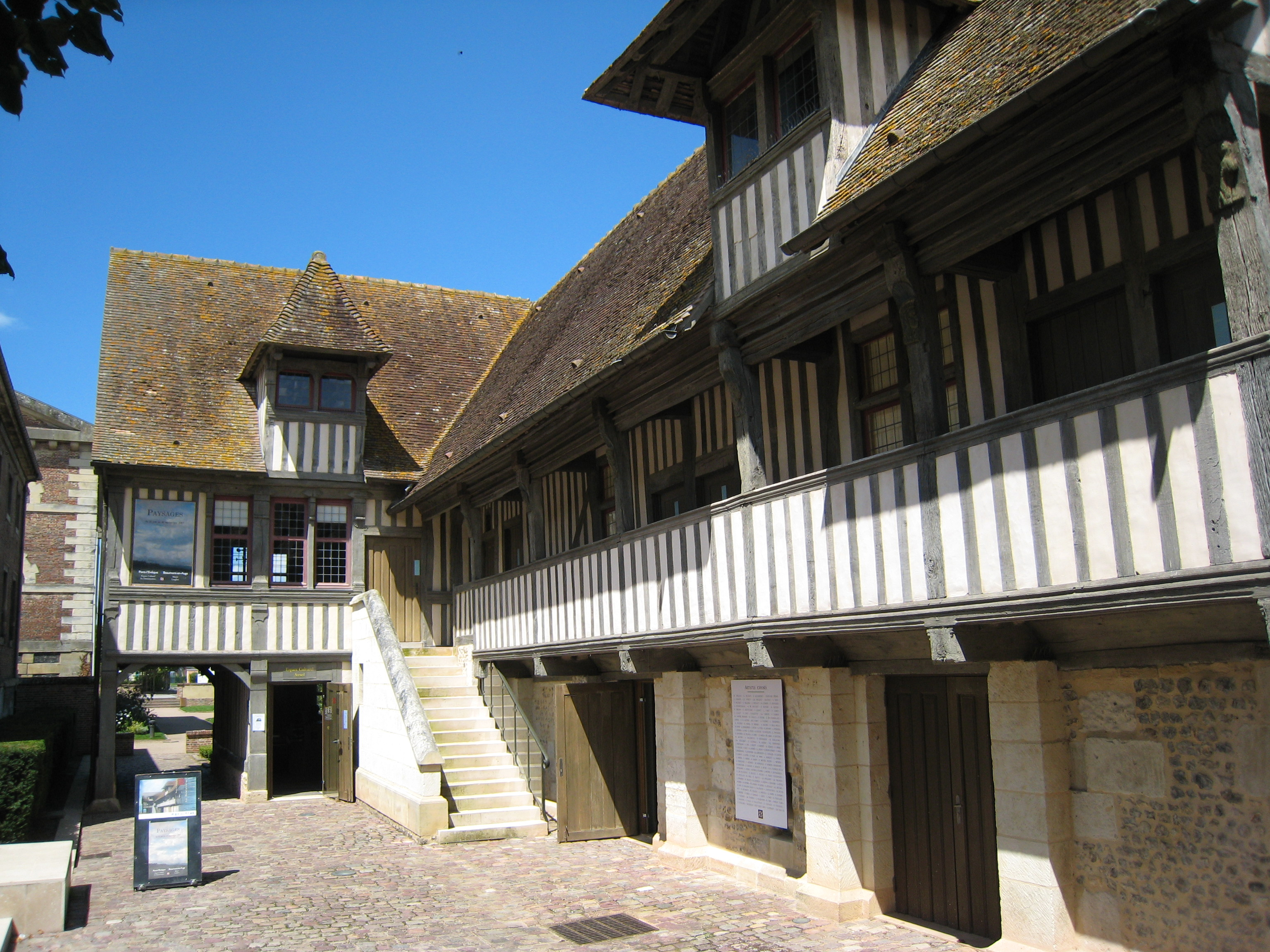
Casa típica al barri de Vaucelles